# ناراکا (بودیسم)

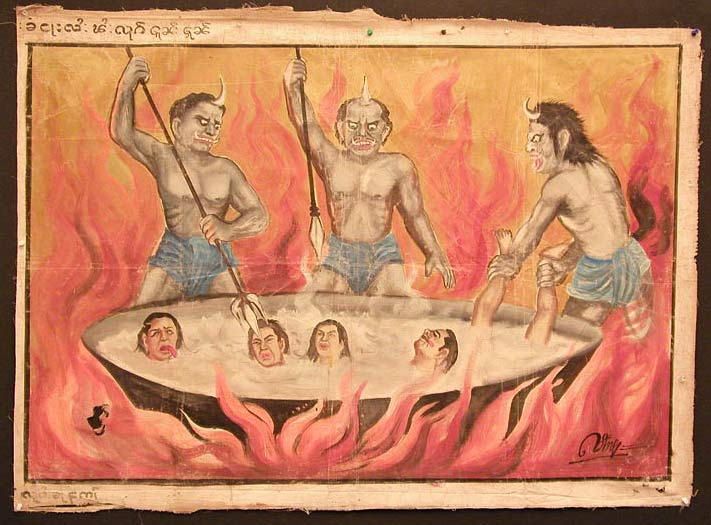
نقاشی خیالی از ناراکا در معبد برمه قرن ۱۹

ناراکا (سانسکریت: नरक) اصطلاحی در کیهان‌شناسی بودایی که معمولاً در انگلیسی به عنوان دوزخ (یا قلمروی جهنم) یا برزخ (مسیحیت) شناخته می‌شود.